# کرکرها (فیلم ۱۹۸۴)
کرَکِرها (انگلیسی: Crackers) فیلمی آمریکایی در سبک سرقت به کارگردانی لویی مال است که در سال ۱۹۸۴ منتشر شد.

## بازیگران
- دونالد ساترلند
- جک واردن
- شان پن
- والاس شاون
- لری رایلی
- ترینیداد سیلوا
- کریستینه بارانسکی
- لری رایلی